# Team PCB
Il Team PCB, inizialmente noto come Submission Sorority, è stata una stable di wrestling attiva in WWE nel 2015, composta da Paige, Charlotte Flair e Becky Lynch.
Il gruppo ha debuttato a Raw il 13 luglio 2015, come parte della cosiddetta Divas Revolution, e si è sciolto il 26 ottobre dello stesso anno.

## Storia
Nella puntata di Raw del 13 luglio 2015, dopo essere state per settimane in inferiorità numerica contro le Bella Twins (Brie Bella e Nikki Bella) e la loro alleata Alicia Fox, Stephanie McMahon ha affermato di voler "rivoluzionare" la divisione della Divas introducendo le debuttanti Charlotte Flair e Becky Lynch come alleate di Paige; anche Sasha Banks, detentrice dell'NXT Women's Championship, ha fatto il suo esordio nel roster principale, ma si è alleata con Naomi e Tamina. Il trio di Paige, Charlotte Flair e Becky Lynch era stato inizialmente nominato "Submission Soronity", ma successivamente è stato cambiato in "PCB", sigla che indicava le iniziali di ciascuna componente.
Charlotte Flair ha rappresentato il Team PCB il 19 luglio, a Battleground, sconfiggendo Brie Bella (Team Bella) e Sasha Banks (Team BAD) in un Triple Threat match, mentre Paige, che era in faida con le Bella Twins fin dall'inizio del 2015, è stata costretta alla resa per sottomissione da Sasha Banks in due diverse occasioni: il 20 luglio, in un Tag Team match a SmackDown, e il 27 luglio, in un Single match a Raw. I tre gruppi si sono affrontati il 23 agosto, a SummerSlam, in un Three Team Elimination match ed il Team PCB ha avuto la meglio grazie ad un'ottima prestazione di Becky Lynch. Il giorno dopo, a Raw, i tre membri del Team PCB hanno preso parte alla prima Beat the Clock Challenge femminile della storia per determinare la contendente n°1 al Divas Championship detenuto da Nikki Bella: Paige non è riuscita a battere Sasha Banks, Becky Lynch ha sconfitto Alicia Fox in 200 secondi, mentre Charlotte Flair ha prevalso su Brie Bella in soli 100 secondi, diventando così la prima sfidante al titolo. Il 20 settembre, a Night of Champions, Charlotte Flair ha battuto Nikki Bella per sottomissione, vincendo il Divas Championship per la prima volta ed interrompendo il regno record di Nikki che durava da 300 giorni. Il giorno dopo, a Raw, Paige ha voltato le spalle alle compagne tramite un worked shoot promo in cui ha affermato che Charlotte Flair era in WWE solo grazie alle raccomandazioni del padre Ric Flair, effettuando quindi un turn-heel; il 24 settembre, a SmackDown, ha giustificato le proprie azioni affermando di essere colei che aveva iniziato la cosiddetta Divas Revolution ma di non essere mai stata riconosciuta per questo. Nella puntata di Raw del 5 ottobre Paige ha perso contro Natalya e, al termine della serata, non ha aiutato Charlotte Flair e Becky Lynch durante un attacco delle Bella Twins nel backstage. Il 26 ottobre, a Raw, ha abbandonato ufficialmente il Team PCB sfogando la propria rabbia per l'ennesima sconfitta sulle sue ex compagne.
Nel mese di novembre Paige è diventata la prima sfidante di Charlotte Flair per il Divas Championship e ha provocato la rivale con un promo in cui ha citato la morte di Reid Flair, fratello di Charlotte, deceduto nel 2013 per overdose da eroina. Il 22 novembre, a Survivor Series, Charlotte Flair ha difeso con il titolo con successo sconfiggendo Paige per sottomissione.

## Titoli e riconoscimenti
- World Wrestling Entertainment
  - WWE Divas Championship (1)[22] – Charlotte Flair
- Wrestling Observer Newsletter
  - Worst Feud of the Year (2015)[23] – Team PCB vs. Team BAD vs. Team Bella